# Автомобиль кота Леопольда
«Автомобиль кота Леопольда» — 11-й и последний снятый в СССР мультипликационный фильм из серии «Приключения кота Леопольда» про доброго Кота Леопольда, которого в многочисленных ситуациях донимают двое мышей-хулиганов.

## Сюжет
Кот Леопольд, напевая песенку «Мне сегодня весело», самостоятельно строит автомобиль, оснащённый множеством электронных устройств. Проезжающие по улице на самокате мыши замечают автомобиль, и, узнав по номерному знаку ЛЕО 19-87, кому он принадлежит, подкладывают в багажник большой магнит, но металлическая крышка багажника притягивается к магниту и запирает их внутри. В это время из дома листом ватмана и мольбертом выходит Леопольд, который собирается отправиться на пленэр. Он заводит автомобиль, с силой нажимает на газ, и мыши вылетают через выхлопную трубу в металлический мусорный ящик, который в свою очередь притягивается магнитом и едет вслед за автомобилем, несмотря на разделяющий их забор, затем врезается в кирпичную стену и отстаёт. Леопольд продолжает своё движение по городу и не замечает, что к его машине притягиваются крышки канализационных люков. Мыши, снова вскочив на самокат, пытаются догнать автомобиль, но попадая в открытые люки, приземляются в лоток с мороженым. Пока их достаёт пёс-продавец, они успевают съесть по мороженому и, теряя от холода голос, хрипят: «Леопольд! Выходи! Мы уже идём!»
Тем временем Леопольд приезжает на природу, останавливается в живописном месте и понимает, что с его автомобилем что-то не так. Кот заглядывает в багажник и видит магнит, а под днищем — крышки люков. Недолго думая, Леопольд отправляет крышки катиться по дороге, возвращая их на свои места, а магнит он бросает в кусты, затем, заприметив местечко через дорогу, переносит туда мольберт и принимается за рисование. В это время подъезжают мыши, но магнит, лежавший в кустах, притягивает их самокат к себе, и он разрушается. Мыши снова видят машину Леопольда и решают забраться в неё: Белый садится на место водителя, Серый — на пассажирское. Они находят на панели приборов много разных кнопок и принимаются их нажимать, это включает музыку, открывает пакет с молоком, запускает огнетушитель. Серый, которому вместо молока достаётся пена из огнетушителя, в ярости (из-за смеха Белого над ним) бьёт кулаком по приборной панели, и машина, подпрыгнув, заводится и срывается с места. Леопольд замечает это и кидается к машине, но не успевает добежать, и она уезжает.
Мыши мчатся на автомобиле Леопольда, совершенно не умея им управлять. Увидев их автомобиль, пёс-водитель поворачивает свой самосвал в сторону поля. Мыши тоже разворачиваются и едут обратно, проигнорировав пытавшегося остановить их кота, но проезжают под ещё одним самосвалом (гигантских размеров). Неожиданно мыши видят ремонтируемый участок дороги и вновь разворачиваются. Кот снова безуспешно пытается их остановить, и машина сворачивает в поле. Тогда он быстро рисует кирпичную стену. После проезда через стог сена и выезда на дорогу Серый случайно включает в машине вентилятор, и мышей начинает сдувать. Вскоре им удаётся выключить вентилятор, но в этот момент они снова съезжают с дороги. Серый прыгает на рамку лобового стекла и видит лодку. Белый в растерянности поднимает откидную крышу, ненароком прищемляя голову Серому, после чего его оставшаяся снаружи голова превращается в орущую милицейскую сирену. Мыши на автомобиле заезжают в лодку, и она перевозит их к дороге на другом берегу, после чего Белый опускает крышу. В это время Серый возвращается на своё место и, недовольный произошедшим, сердито бьёт по одной из кнопок, после чего его придавливает сидением. Белый внезапно обнаруживает на дороге нарисованную Леопольдом стену и в панике нажимает всё подряд в надежде остановить автомобиль. Наконец он нажимает последнюю кнопку: на дисплее появляется надпись «ТРЕВОГА!», у автомобиля сзади выскакивает тормозной парашют, и транспорт тормозит, а мышей с помощью катапультирования выбрасывает из машины. Леопольд, поняв, что всё в порядке, убирает рисунок. В это время мышата кличут Леопольда, прося прощения — их выбросило прямо в гнездо хищной птицы, которая принесла своим птенцам еды. Леопольд снимает мышей с дерева, и все вместе они идут в сторону дороги. Они берут кисти и краски и пишут на асфальте крылатую фразу кота: «Ребята, давайте жить дружно!», которую затем копирует и повторяет несколько раз проезжавший мимо асфальтовый каток. Затем Леопольд произносит её вслух.

## Съёмочная группа
- Автор сценария — Аркадий Хайт
- Режиссёр — Анатолий Резников

Кот Леопольд и мыши на детской площадке. Парк Липки, Саратов

- Художники-постановщики — Елена Караваева, Вячеслав Назарук
- Оператор — Владимир Милованов
- Композитор — Борис Савельев
- Звукооператор — Нелли Кудрина
- Роли озвучивает: Александр Калягин
- Художники-мультипликаторы: Владимир Спорыхин, Александр Федулов, Евгений Делюсин, Александр Елизаров, Алла Юрковская, Семён Петецкий, Ирина Гундырева, Андрей Свислоцкий, Наталья Базельцева
- Художники: Галина Черникова, Елена Строганова, Александр Новицкий, Светлана Алексашина, Ирина Дегтярёва, Жанна Корякина
- Монтажёр — Галина Дробинина
- Редактор — Валерия Медведовская
- Директор — Любовь Зарюта

## Критика
По мнению Александра Бараша, в этом, ставшем заключительным в серии, фильме, был окончательно дезавуирован так и не ставший руководством к действию главный этический посыл сериала, выраженный в лозунге «Давайте жить дружно». Лозунг уже в предыдущих сериях выглядел иронично, поскольку зрителям было ясно, что мыши не собираются дружить с котом, но здесь в момент хэппи-энда на лозунг наезжает каток, обесценивая его как бесконечным копированием, так и обращением ситуации в в шутку, и это подчёркивает условность, формальность лозунга, не призывающего к изменению реальной ситуации, разрешению конфликта, лозунга в духе брежневщины, когда повсюду в СССР висели советские лозунги, к которым все привыкли и никто не обращал внимания.